# Piattamala

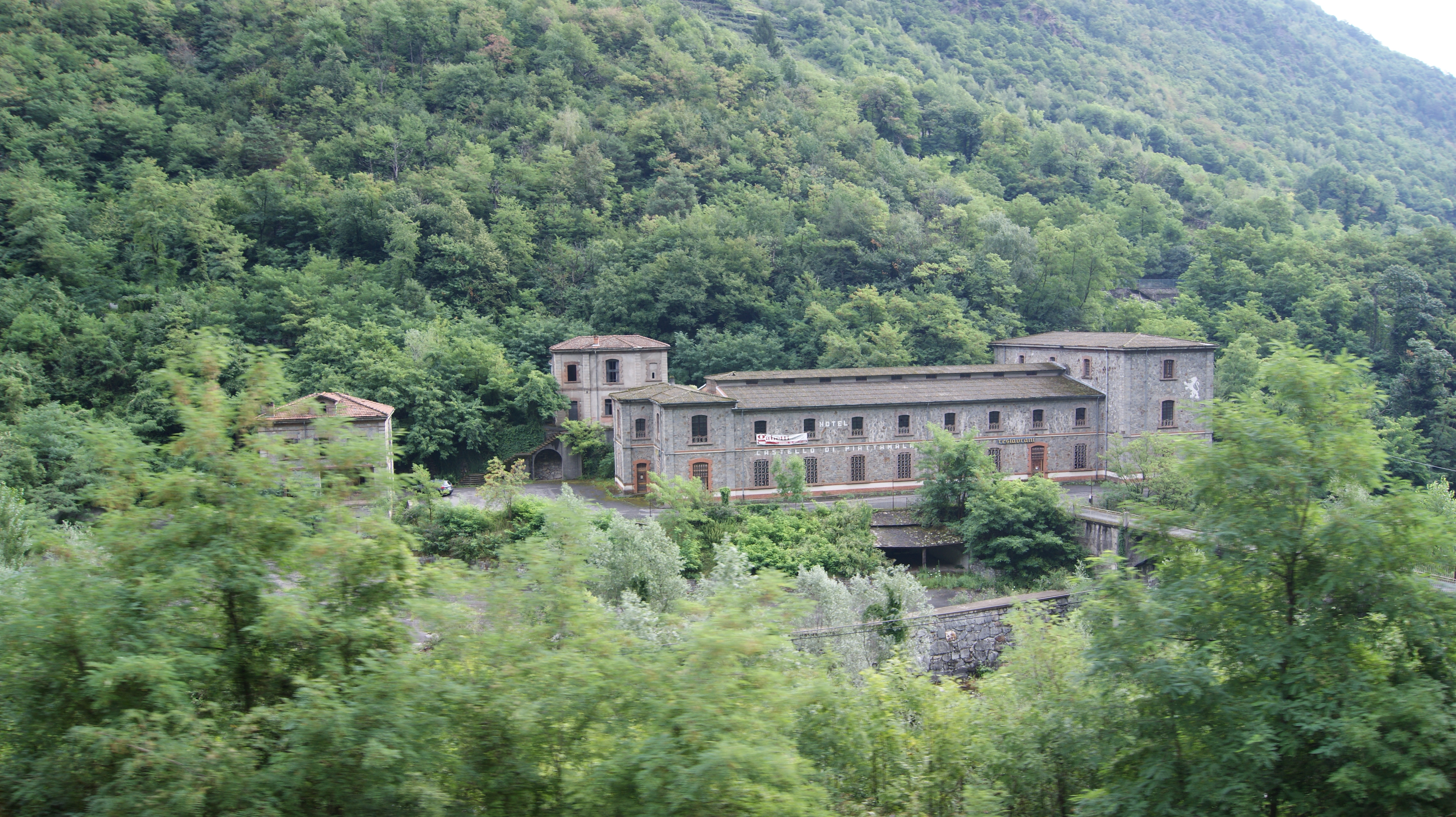
Hotel Castello in Piattamala

Piattamala bezeichnet ein Flurstück und eine gleichnamige Burg (bzw. Turm), die etwa seit dem 12. Jahrhundert bis 1513 und von 1620 bis 1639 hier bestand und den Weg vom und ins Puschlav beziehungsweise zum Berninapass sicherte.
Heute steht hier das Hotel Castello (etwa 495 m s.l.m.). Piattamala gehört zur italienischen Gemeinde Tirano im Veltlin, Provinz Sondrio, Lombardei.

## Lage, geographische Entstehung und militärische Bedeutung

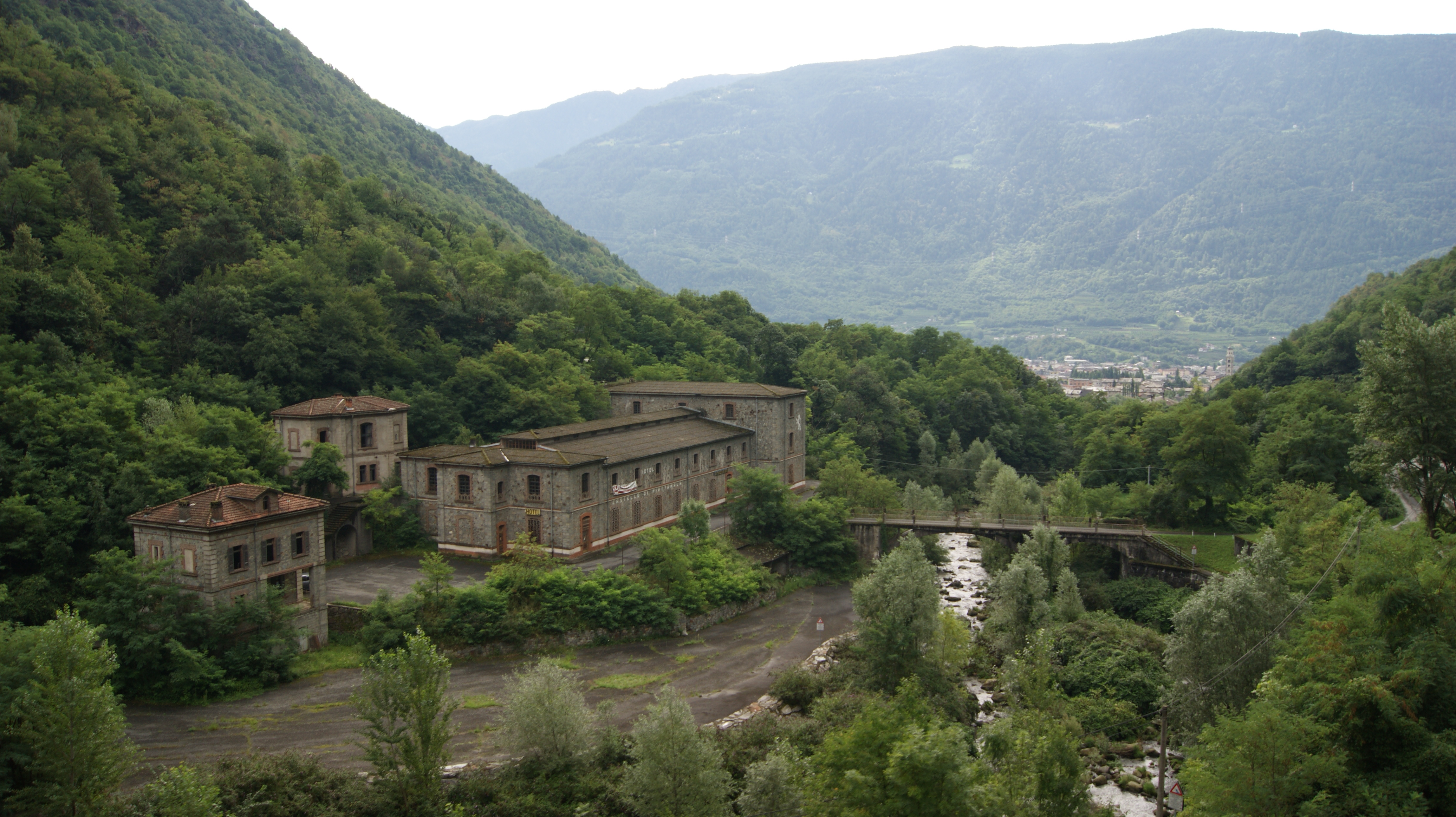
Piattamala, Poschiavino und Blick nach Tirano

Piattamala befindet sich etwa 400 Meter Luftlinie südlich der heutigen Schweizer Grenze (800 Meter vom Grenzort Campocologno), und rund 1100 Meter von der Basilika Madonna di Tirano entfernt beziehungsweise 2,3 Kilometer von der Altstadt von Tirano. Piattamala respektive das Hotel Castello liegen an der südwestlich verlaufenden SS 38 dir (Italien), die in der Schweiz als Hauptstrasse 29 (Kanton Graubünden) ihre Fortsetzung findet. Von der Berninabahn aus ist der Ort sehr gut zu sehen. Unterhalb von Piattamala fließt der Poschiavino in Richtung Tirano. Piattamala ist ein aufgeschütteter Schwemmkegel des Poschiavino, auf dem die ehemalige Burg und später das Hotel und seine Nebengebäude errichtet wurden.
Der Poschiavino bildet bei Piattamala einen natürlichen, strategisch günstigen Engpass für eine militärische Befestigung zur Kontrolle des Verkehrs zwischen Italien und der Schweiz durch das Puschlav. Auf einem Fresko aus dem 16. Jahrhundert in der Basilika Madonna di Tirano – am Ort, wo heute die Basilika steht, erschien in der Morgendämmerung des 29. September 1504, dem Fest des Hl. Michael, die Gottesmutter – ist im Hintergrund eine schematische Darstellung von Piattamala, der Burg und der strategischen Lage zu erkennen. Links auf dem Fresko ist die Kirche und Fremdenunterkunft (Xenodochio) Santa Perpetua dargestellt.

## Geschichte
In Piattamala als auch auf der Alp Grüm wurden ähnliche Bronzeobjekte gefunden, aus denen geschlossen wird, dass das Tal seit frühester Zeit eine Transitroute über die Alpen darstellte; eine dauerhafte Besiedelung zu dieser Zeit konnte jedoch nicht nachgewiesen werden.
Im 12. Jahrhundert wurde von der Capitanei von Stazzona der Turm der Burg Piattamala errichtet. Die Capitanei von Stazzona bestand nur kurzzeitig; ihr unterstand die ehemals freie Gemeinde Tirano.
Mailand besiegte im Jahr 1335 Como, und auch das Puschlav kam 1350 unter die Herrschaft der Visconti. 1406 lehnten sich die Talbewohner gegen die Vergabe des Puschlaver Lehens an Giovanni Malacrida von Musso auf. Im Jahr 1408 stellten sie sich daher unter die Gerichtshoheit des Bischofs von Chur und traten dem Gotteshausbund bei. 1410 verpflichteten sich die Bündner Gemeinden Poschiavo und Brusio im Oberengadin gegenüber mehreren Gemeinden in der Valtellinenregion, die Straße nach Piattamala am Ausgang des Puschlavs aufrechtzuerhalten. Zwischen 1429 und 1521 wurde die Schweizer Grenze zwischen Brusio und dem Veltlin über Campocologno hinaus nach Süden verschoben, Campocologno damit ein Teil von Brusio. Campocologno hatte zuvor zum Gemeindebann von Tirano gehört. Mitte Februar 1487 versuchten etwa 600 Bündner erneut, vom Splügenpass, vom Bergell und von Piattamala aus ins Veltlin vorzudringen; sie wurden aber zurückgeschlagen. 1487 wurde die natürliche Talsperre bei Piattamala von Ludovico il Moro, nachdem er das Puschlav wieder an die Bündner hatte abtreten müssen, stark befestigt und erweitert. Der Architekt Giovanni Antonio Amadeo übernahm diese Aufgabe 1488, da der Herzog die neue aggressive Politik der Schweizer fürchtete (siehe auch: Stadtbefestigung von Tirano). Bei der Eroberung des Veltlins durch die Bündner 1512 hielt sich in Piattamala noch über den ganzen Sommer eine französische Besatzung. Die Eroberung des Veltlins durch die Bündner 1512 machte nun das Puschlav über Jahrhunderte verstärkt zum Zwischenraum und Durchgangsort für den Handel. 1513 wurde die Festung Piattamala von den Bündnern geschleift. 1518 wurde die Grenze des Gerichts südwärts zum Turm von Piattamala bei Campocologno verlegt, um den seit Jahrhunderten andauernden Grenzstreitigkeiten mit der Gemeinde Tirano ein Ende zu setzen (siehe auch: San Rocco (Tirano)). Während des Dreißigjährigen Kriegs, 1618 bis 1648, wurde die Festung in Piattamala zwischen 1620 und 1639 wieder hergestellt und verstärkt.
In der Nacht vom 18. auf den 19. Juli 1620 begann in Tirano unter der Führung von Jakob Robustelli, Marc Anton Venosta von Grosio, Vinzenz Venosta von Mazzo und Franziskus Venosta von Tirano ein katholischer Aufstand. Die Stadttore wurden in den frühen Morgenstunden von Verschwörern besetzt und alle Menschen durch Glockengeläut auf die Straße gerufen. Anschließend wurden alle Menschen reformierten Glaubens, derer man habhaft werden konnte, umgebracht. Der Bündner Landrichter, die Podestaten von Tirano und Teglio und weitere 60 Personen fanden den Tod (siehe: Veltliner Mord). In der Bündner Talschaft Poschiavo erfuhren die Reformierten am gleichen Tag von den Ereignissen in Tirano und versuchten ihren Glaubensgenossen zu Hilfe zu eilen. Die Verschwörer hatten jedoch den Weg bei Piattamala bereits versperrt.